# Szparag pierzasty
Szparag pierzasty (Asparagus setaceus) – gatunek rośliny z rodziny szparagowatych (Asparagaceae). Pochodzi z Afryki Południowej (Kenia, Południowa Afryka, Zambia), jest uprawiany w wielu krajach świata jako roślina ozdobna. Potocznie nazywany bywa „paprotką”.

## Morfologia
Liściebardzo drobne, igiełkowate liście.
Kwiatybiałe, drobne i niepozorne.
Owoceczerwone jagody.

## Zastosowanie
Roślina ozdobna: uprawiana głównie na zieleń ciętą w bukieciarstwie,  oraz jako roślina pokojowa. Jej głównym walorem ozdobnym są drobne, żywozielone, igiełkowate liście. W Polsce często uprawiana jest w szklarniach, również w zimie.

## Uprawa
- Wymagania: roślina toleruje miejsca gorzej oświetlone, jednak intensywniejsze oświetlenie powoduje szybszy wzrost. Temperatura wymagana mieści się w przedziale 8–21 °C. W lecie wymaga dużo wody, 2–3 razy w tygodniu w zależności od stanowiska, nie można dopuścić ani do przesuszenia bryły korzeniowej ani do jej zalania – w obu przypadkach roślina żółknie i gubi maleńkie listki. Przy uprawie na zieleń ciętą wymaga intensywnego nawożenia[6].

- Sposób uprawy: właściwie podlewany może wytworzyć w sezonie 12 nowych pędów. Przesadzać należy w zależności od siły wzrostu, przeciętnie raz do roku. Asparagus nie jest wymagającą rośliną i zadowoli się standardową mieszanką, choć niewielki dodatek ziemi gliniastej bardzo jej służy. Rozmnaża się go za pomocą podziału bryły korzeniowej lub z nasion w kwietniu. Początkowo młode rośliny rosną bardzo powoli. Od wysiewu nasion do pikowania zwykle 5-7 miesięcy. Roślina jest bardzo odporna. Jeżeli zdarzy się przesuszenie rośliny tak, że straci wszystkie liście, należy podlać, a nowe pędy prawdopodobnie się pojawią. W razie ataków mszyc, czy innych szkodników, lepiej ścinać pędy przy samej ziemi i wyrzucić razem ze szkodnikami. Asparagus dość silnie reaguje na środki chemiczne i bardzo trudno bez zniszczenia rośliny pozbawić ją szkodników[6].